# Passiflora coccinea
Espèce
Synonymes
- Passiflora coccinea var. minor Mast.
- Passiflora coccinea var. velutina (DC.) Mast.
- Passiflora fulgens Wallis ex E. Morren
- Passiflora toxicaria Barb. Rodr.
- Passiflora velutina DC.[2]
- Tacsonia coccinea Barb. Rodr.[3]

Passiflora coccinea est une espèce de plantes à fleurs de la famille des Passifloraceae. C’est une plante grimpante à feuilles persistantes pouvant atteindre 6 mètres de haut ou plus. Son fruit est une drupe. Elle est originaire d'Amérique du Sud, plus précisément de Guyane ou encore de Bolivie.
Elle est connue en Guyane sous les noms de Liane serpent, Pomme liane sauvage, Pomme liane grand bois [ponm-yann-gran-bwa] (Créole), Mulukuya (Wayãpi), Wahitye akamnumã (Palikur - NB : mêmes noms pour P. glandulosa Cav. et P. amoena Escobar), Maracujá-poranga, Maracujá-do-rato (Portugais), Sineki maakusa (Aluku). On la connaît également sous les noms de Passiflore écarlate ou Grenadille rouge en raison de ses fleurs rouges vives. Au Guyana, on l'appelle Semitoo (Créole), Marudi yure (Arawak), Sokosoko (Carib).

## Description

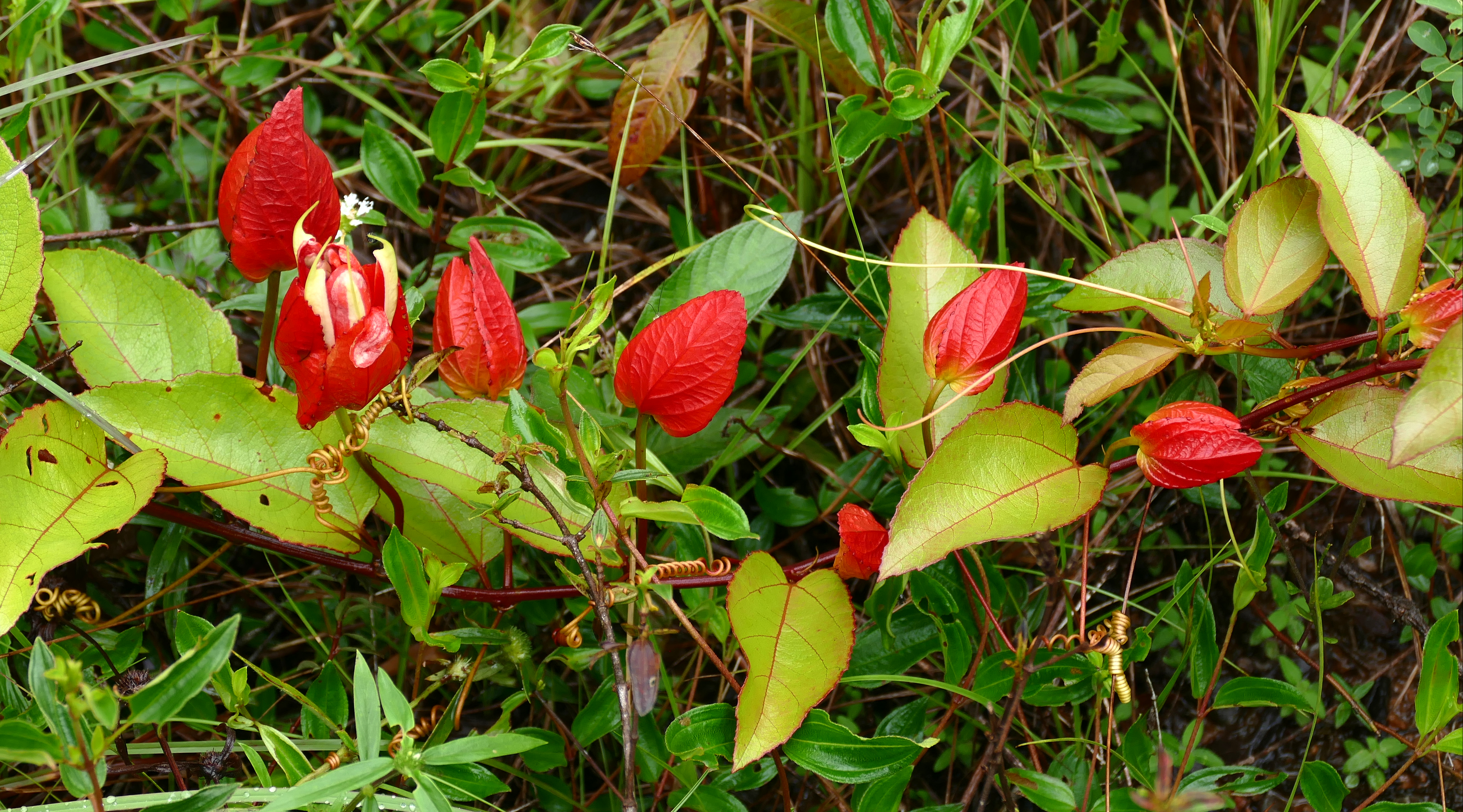
Fleurs de passiflore écarlate en train d'éclore, piste de Bélizon, Roura, en Guyane française.

Passiflora coccinea est une liane fine et rampante commune partout en Guyane, aussi bien dans les anciens abattis, qu'en bords de piste et en végétation ripicole.
Les feuilles sont ovales à oblongues et doublement dentées. Elles mesurent environ 5 à 10 cm pour une largeur variant entre 1 et 10 cm.
Sa fleur, solitaire est composée de tépales rouges avec une couronne de couleur rouge et blanc, petite par rapport aux autres variétés de passiflores. Sa période de floraison est de juin à septembre.

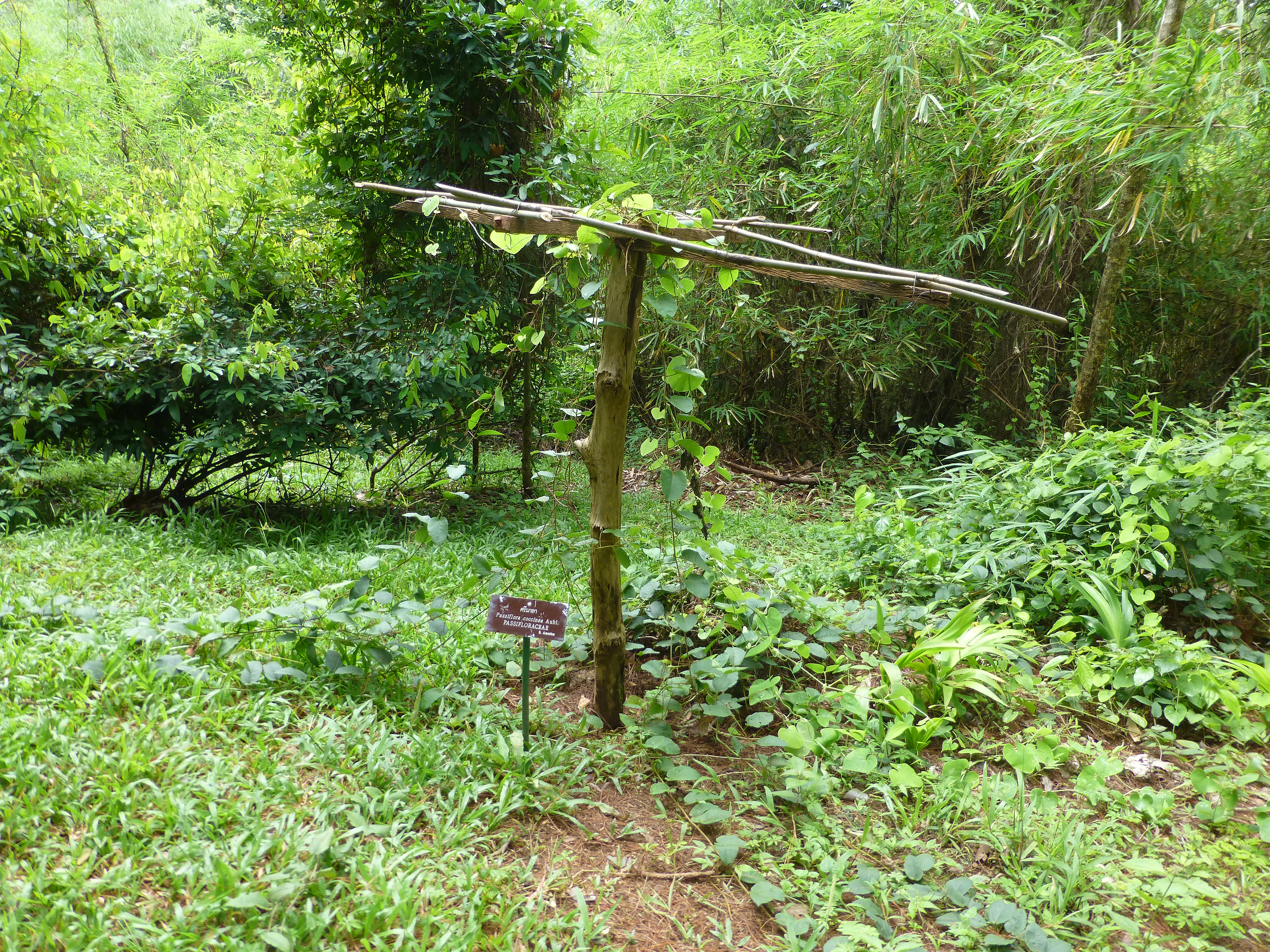
Passiflora coccinea cultivée au Jardin botanique de la reine Sirikit, en Thaïlande.

C’est une plante nécessitant une exposition plein soleil. Elle attire les insectes pollinisateurs tels que les papillons, les abeilles ou encore des animaux comme les oiseaux. Le fruit est comestible et consommé dans son pays d’origine. C’est un fruit ovoïde ou sphérique, pubescent de couleur jaune à orangé. Sa taille varie entre 2 et 5 cm de long.

## Culture
Dans les zones tempérées Passiflora coccinea est généralement cultivée à l'intérieur, mais elle peut être aussi cultivée en extérieur dans les zones où la température ne descend pas en dessous de −2 °C car la plante meurt à cette température.

## Utilisations
Ses fruits comestibles sont quelquefois consommés.
Passiflora coccinea est employée pour soigner la conjonctivite chez les Wayãpi. Elle est considérée comme une plante magique employée dans une préparation destinée à protéger contre les mauvais esprits chez les Palikur.
Les Caboclos du Rio Madeira emploient Passiflora coccinea pour soigner les troubles cardiaques.

## Histoire naturelle
En 1775, le botaniste Aublet propose la diagnose suivante :
« PASSIFLORA (coccinea) foliis cordatis, ſerratis, petiolatis, glanduloſis ; floribus coccineis ; fructu flavo. (Tabula 324.)

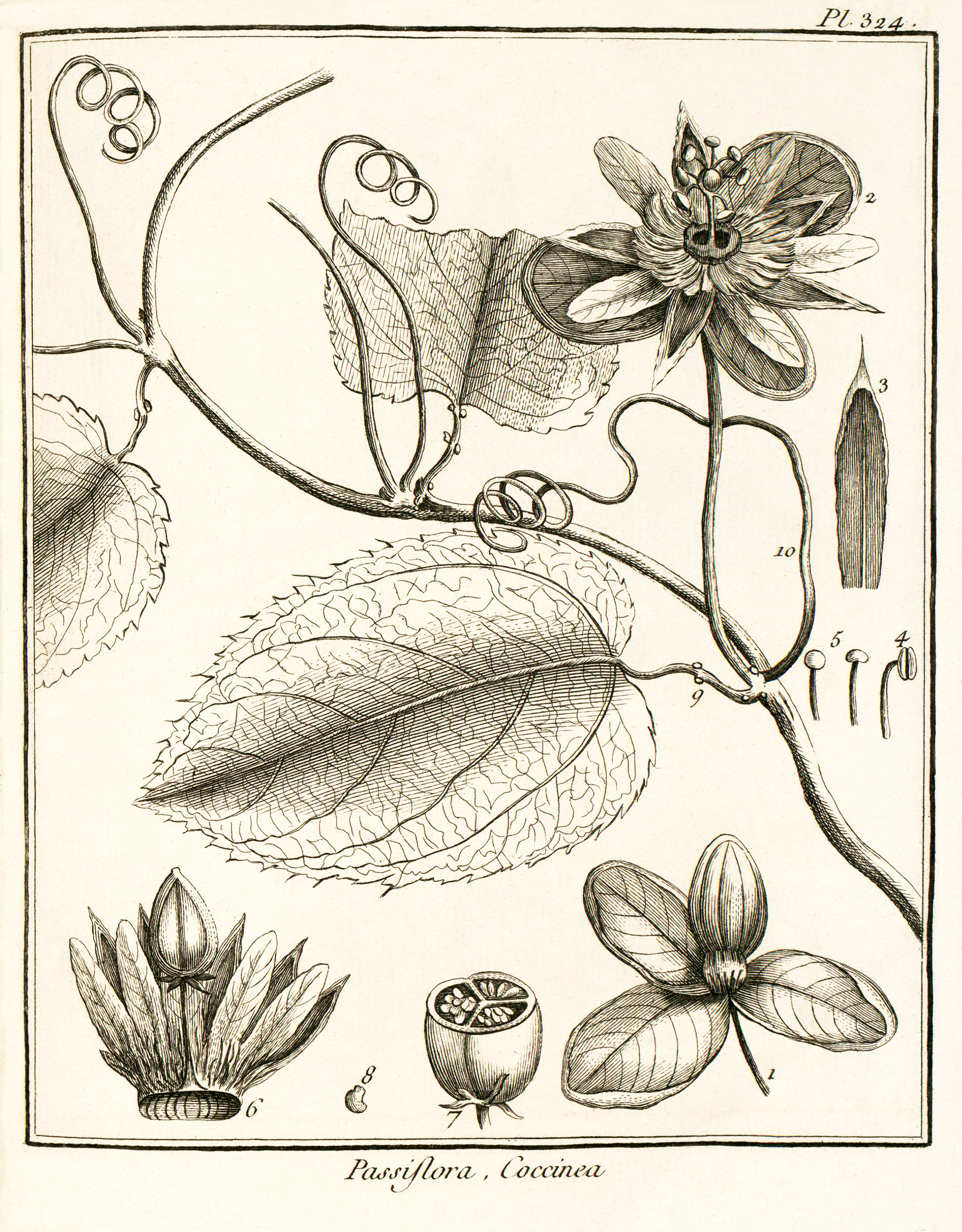
Passiflora coccinea par Aublet (1775) Planche 324.
1. Bouton de fleur, garni à ſa baſe de trois feuillets. - 2. Fleur épanouie. Feuillets. Calice. Couronne d’étamines. Piſtil. - 3. Partie du calice. - 4. Étamine. - 5. Styles. Stigmates. - 6. Couronne. Calice. Pétales. Ovaire. - 7. Baie coupée en travers. - 8. Semence. - 9. Glandes. - 10. Vrille.

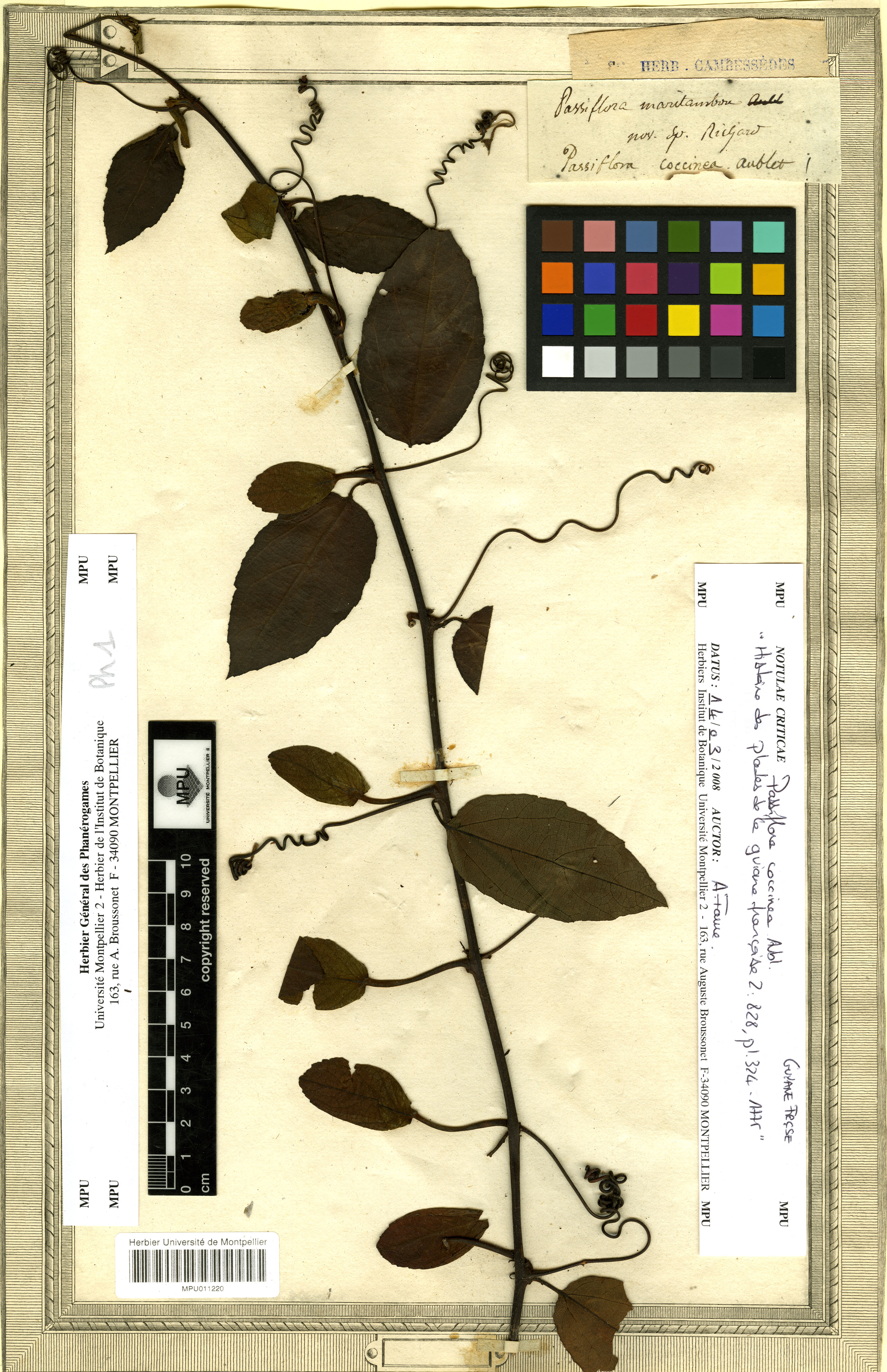
échantillon type de Passiflora coccinea collecté par Aublet en Guyane en 1762-1764

Frutex ſarmentoſus, ſcandens, volubilis, ſuprà frutices expanſus. Sarmenta ſtriata, angulata. Folia alterna, cordata, glabra, dentata, denticulis rubris, petiolata; petiolis glanduloſis ; glandulis ad baſim binis, in medio etiam binis, totidem quandoque ad apicem. Stipule oblongæ, anguſtæ, dentatæ. Flores ſolitarii, axillares, longo pedunculo innixi ; involucrum. floris triphyllum ; foliolis amplis, ſubrotundis, concavis, ſulphurei colons. Perianthium monophyllum, quinqueparcitum ; laciniis lanceolatis, carnoſis, concavis, acutis,extus flaveſcentibus, intus coccineis. Petala quinque, ovato-oblonga, intrà diviſuras calicis, coccinea. Corona nectarii flaveſcens. FRUCTUS jbacca flava, trilocularis. Semina plurima, compreſſa, in pulpâ gelatinoſa eduli nidulantia.
Florebat, fructumque ferebat Auguſto.

Habitat in locis cultis territorii Oyac. »

« LA GRANADILLE rouge. (PLANCHE 324.)
Cette eſpèce de Granadille pouſſe pluſieurs tiges ſarmenteuſes qui ſe répandent ſur les arbres. à meſure qu'elles le prolongent, elles jettent des rameaux cannelés qui ſe roulent ſur les arbres voiſins, auxquels elles s'attachent par de longues vrilles, qui partent d'un des deux côtés de l'aiſſelle des feuilles. Ces feuilles ſont alternes, épaiſſes, en forme de cœur, dentelées à leurs bords qui ſont rouges ; leur pédicule eſt long d'un pouce, plus ou moins ; Il a à ſa naiſſance deux stipules grêles, charnues, dentelées, & au deſſus il porte deux petits corps glanduleux, & deux autres à ſa partie moyenne. On en remarque quelquefois encore deux autres tout près de l'échancrure de la feuille. Ce pédicule eſt creuſé en gouttiere en deſſus, & convexe en deſſous. Les plus grandes feuilles ont cinq pouces de longueur, ſur trois de largeur. Elles ſont d'un vert jaunâtre, & partagées dans toute leur longueur par une nervure ſaillante, de la baſe de laquelle Il en ſort deux principales qui ſe courbent & s'étendent vers le bord ſupérieur. De chaque aiſſelle de feuille naît une longue vrille & ſouvent une fleur. Le pédoncule de la fleur eſt long d'environ quatre pouces. La fleur eſt enveloppée de trois feuillets larges, ovales & obtus, de couleur orangée. Son calice eſt arrondi, convexe à ſa baſe, ſur laquelle on diſtingue dix cannelures. Il ſe diviſe en cinq longues parties épaiſſes, aiguës, & creuſées en forme de capuchon à leur extrémité ſupérieure & interne, qui eſt charnue & aiguë. Il eſt extérieurement de couleur jaunâtre, & intérieurement d'un rouge d'écarlate.
Les pétales ſont cinq, oblongs, ovales, d'un rouge éclatant, unis au calice, & placés au deſſous de ſes diviſions, ou eſt une couronne formée d'un nombre conſidérable de filets charnus, de couleur orangée, dont les extrémités couvrent la baſe des pétales, & les intérieurs ſe courbent ſur une cavité qui entoure le piſtil à ſa baſe. cette cavité renferme une liqueur. Son centre eſt occupé par un pivot charnu, allongé, qui à ſon ſommet donne naiſſance à cinq étamines dont les filets ſont charnus, applatis, pointilles de rouge, portant une anthère qui eſt longue, mobile, attachée par ſon dos à ſi partie moyenne. Elle eſt à deux loges. Entre ces cinq étamines eſt un ovaire, ſurmonté de trois styles arrondis, grêles à leur partie inférieure, & inſenſiblement plus gros juſques vers leur stigmate qui eſt ſphérique & charnu.
L'ovaire devient une baie dont l'écorce eſt jaune & charnue. Elle à trois loges remplies de semences nichées dans une ſubſtance gélatineuſe, douce, bonne à manger.
J'ai trouvé cette Granadille ſur des arbres qui bordoient des terreins défrichés, dans la paroiſſe d'Aroura.
Elle étoit en fleur & en fruit dans le mois d'Août. »

— Fusée-Aublet, 1775.